# Еліс Мілліат
Еліс Жозефін Марі Мілліат, до шлюбу Мільйон (5 травня 1884 — 19 травня 1957) — піонерка жіночого спорту, футбольна тренерка, перекладачка та феміністка. Її лобіювання інтересів спортсменок призвело до включення більшої кількості жіночих змагань до Олімпійських ігор.
Членка клубу Fémina Sport, заснованого у 1911 році, Мілліат допомогла утворити Fédération Française Sportive Féminine у 1917 році, а в березні 1919 року очолила її. У 1921 році вона допомогла організувати Всесвітні жіночі ігри 1921 року, а потім і Всесвітні жіночі ігри, які проходили чотири рази з 1922 по 1934 рік. Вона також керувала футбольною командою французької жіночої асоціації. 8 березня 2021 року в штаб-квартирі Олімпійського комітету Франції в Парижі відкрили пам'ятну статую Мілліат.

## Раннє життя
Аліса Жозефін Марі Мільйон народилася 5 травня 1884 року в Нанті старшою з п'яти дітей. Її батьки були бакаліями. Згодом її мати працювала швачкою, а батько працював в офісі. У 1904 році Мілліат переїхала до Англії. Там вона одружилася з Жозефом Міліатом, який також був з Нанту. Дітей не мала, чоловік помер у 1908 році Перебуваючи в Англії, Мілліат зайнялася веслуванням. Після смерті чоловіка вона багато подорожувала, розвиваючи мовні навички, що дозволило їй стати перекладачкою. Після початку Першої світової війни вона повернулася до Франції. Також брала участь у плаванні та хокеї на траві.

## Створення Міжнародної спортивної жіночої федерації
П'єру де Кубертену приписують відродження Олімпійських ігор і заснування Міжнародного олімпійського комітету (МОК) у 1894 році. У 1900 році було проведено першою Олімпіаду, на якій дозволили участь спортсменок, але тільки в гольф і теніс. Згодом долучилися жіноче плавання та інші змагання. Однак легкоатлетичні змагання серед жінок на Олімпійських іграх залишалися відсутніми.
У 1919 році Мілліат попросила Міжнародну асоціацію легкоатлетичних федерацій (IAAF) включити змагання з легкої атлетики серед жінок в Олімпійські ігри 1924 року, але вони відмовили. Потім вона взяла участь в організації жіночої Олімпіади 1921 року в Монте-Карло, події, яка розглядалася як відповідь на відмову включення жіночих змагань на Олімпіаду. Історикиня спорту Флоренс Карпентьє зазначила в 2018 році, що Мілліат не була присутньою на заході 1921 року, але вважає, що Мілліат створила Fédération Sportive Féminine Internationale (FSFI) і заснувала Всесвітні жіночі ігри 1922 року на противагу Жіночій Олімпіаді 1922 року, щоб забезпечити жіночий контроль над міжнародними феміністичними спортивними змаганнями. Архівні записи Французької федерації легкої атлетики (FFA) показують, що Марсель Делабр, віце-президент FFA і голова оргкомітету жіночої олімпіади 1921 року, розглядала жіночу олімпіаду як засіб FFA для контролю жіночої легкої атлетики. Жіноча Олімпіада 1921 року проходила на полі для стрільби, за відсутності бігової доріжки. У 1922 році змагалися 300 спортсменок, які представляли 7 націй. Подальші жіночої олімпіади відбулися в 1923 і 1924 роках.
У 1917 році Мілліат організувала успішний футбольний турнір жіночої асоціації, а в 1920 році вона зібрала і керувала футбольною командою з Парижа, яка гастролювала Великою Британією та, представляючи Францію, грала проти ФК Dick, Kerr Ladies в першому Європейському міжнародному жіночому футбольному турнірі. З початку 1920-х років вона писала у французькі журнали, зокрема Le Soldat de Demain і L'Auto, де пропагувала жіночий футбол.

## Світові жіночі ігри
У серпні 1922 року на стадіоні Першинг у Парижі відбулися Jeux Olympiques Féminins (також відомі як Світові жіночі ігри 1922 року), які вважалися першими жіночими Олімпійськими іграми, на яких брали участь п'ять команд, у тому числі США, Велика Британія, Швейцарія, Чехословаччина та приймаюча Франція. Було проведено 11 легкоатлетичних змагань, і 20-тисячна публіка побачила, як 18 спортсменок побили кілька світових рекордів. На вибір місця проведення вплинуло те, що Париж був рідним містом Кубертена, одного з найбільш явних противників участі жінок в Олімпіаді, оскільки Мілліат хотіла, щоб ігри були демонстрацією для Міжнародного олімпійського комітету. Коли Анрі де Байє-Латур змінив Кубертена на посаді глави МОК, наступний захід планували провести в його рідній країні, але бельгійські організатори відмовилися від участі.
Розгніваний використанням терміну «Олімпійські ігри», МОК переконав Мілліат та FSFI змінити назву своєї події в обмін на додавання 10 жіночих змагань до Олімпійських ігор 1928 року. Таким чином, наступна подія, що відбулась в Гетеборзі, Швеція в 1926 році, було названо Всесвітніми жіночими іграми. У цих Ігорах взяли участь 10 команд. Через тиск з боку FSFI МОК в кінцевому підсумку інтегрував 5 змагань з легкої атлетики серед жінок в Олімпійські ігри 1928 року. Однак Мілліат це не зупинило, оскільки чоловікам дозволялося брати участь у 22 змаганнях. З тієї ж причини британська жіноча збірна бойкотувала ігри в Амстердамі.
Ще дві Всесвітні гри були проведені в Празі в 1930 році (за участю інших видів спорту, крім легкої атлетики) і в Лондоні в 1934 році. Після цих ігор Мілліат висунула ультиматум: повністю інтегрувати Олімпіаду 1936 року або передати всю участь жінок FSFI. Це змусило IAAF призначити спеціальну комісію для співпраці з FSFI, яка передала контроль над міжнародною жіночою легкою атлетикою IAAF в обмін на розширену програму та визнання рекордів, встановлених на Жіночих іграх.